# ایلیجاکوی (تاش‌اوا)
ایلیجاکوی (به لاتین: Ilıcaköy) یک منطقهٔ مسکونی در ترکیه است که در تاشوا واقع شده‌است.